# 콰줄루나탈주

콰줄루나탈 주의 위치

콰줄루나탈주(영어: KwaZulu-Natal Province, 츠와나어: Porofense ya KwaZulu-Natal, 아프리칸스어: Provinsie KwaZulu-Natal)는 남아프리카 공화국의 남동부에 위치한 주이다. 주도는 피터마리츠버그이며, 이외에 더반 등의 대도시가 있다. 서쪽으로 레소토, 북동쪽으로 에스와티니, 모잠비크와 국경을 접한다. 1994년에 콰줄루 반투스탄과 나탈주가 통합되면서 신설되었다.
면적은 92,100km2로 남아프리카 공화국에서 세 번째로 좁으나, 2021년 인구는 11,513,575명으로 남아공에서 2번째로 많고 인구밀도는 111.4명/km2이다.

## 지리
해안 지역은 주로 아열대 기후로, 내륙으로 들어갈수록 조금 기온이 낮아진다. 움게니강, 레몸보산 등이 있다. 일부 지역에 드라켄즈버그산맥이 지난다.

## 인구

### 인종
2011년 기준 인종 비율은 흑인이 86.8%, 인도인/아시아인이 7.4%, 백인이 4.2%, 컬러드가 1.4%, 기타 0.3%이다.

### 언어

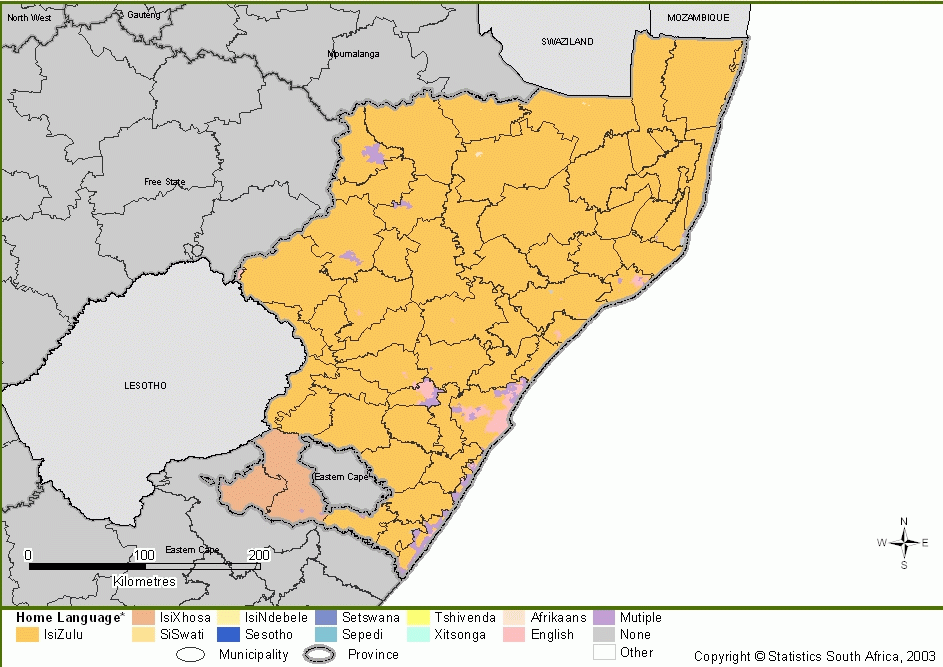
콰줄루나탈 주의 언어

2011년 기준 줄루어 사용인구가 77.8%, 영어 사용인구가 13.2%, 코사어가 3.4%, 아프리칸스어가 1.6%이다.

## 사회
2009년 어느 기관의 조사에 따르면 주민들의 인간 면역 결핍 바이러스 감염률은 39%로, 남아프리카 공화국에서 가장 높다.
전통적으로 줄루족의 영향력이 강하던 지역으로, 현재까지도 줄루족의 군주가 존재하여 비공식적으로 정치적 영향력을 발휘하고 있다. 정치적으로 아프리카 국민회의가 약간 강세이다.

## 지역 구분
11개의 지방 자치체(Municipality)로 구성되어있다. 이 중 1곳은 도시형 지방 자치체(Metropolitan municipality)이다.

### 광역 자치체
- 에테퀴니 광역 자치체 (eThekwini Metropolitan Municipality) : 청사 소재지 더반

### 지방 행정구
- 아마주바 행정구(Amajuba District) : 청사 소재지 뉴캐슬
  - Newcastle
  - Dannhauser
  - eMadlangeni
- 줄루랜드 행정구(Zululand District) : 청사 소재지 울룬디
  - Ulundi
  - Nongoma
  - Abaqulusi
  - uPhongolo
  - eDumbe
- 움카냐쿠데 행정구(uMkhanyakude District) : 청사 소재지 음쿠제
  - Jozini
  - Hlabisa
  - Umhlabuyalingana
  - Mtubatuba
  - The Big 5 False Bay
- 킹 케취와요 행정구(King Cetshwayo District) : 청사 소재지 리처즈 베이
  - uMhlathuze
  - Umlalazi
  - Nkandla
  - Mbonambi
  - Ntambanana
  - Mthonjaneni
- 움지냐티 행정구(uMzinyathi District) : 청사 소재지 던디
  - Msinga
  - Nqutu
  - Umvoti
  - Endumeni
- 우투켈라 행정구(Uthukela District) : 청사 소재지 레이디스미스
  - Emnambithi/Ladysmith
  - Indaka
  - Umtshezi
  - Okhahlamba
  - Imbabazane
- 움궁군들로부 행정구(uMgungundlovu) : 청사 소재지 피터마리츠버그
  - Msunduzi
  - uMshwathi
  - uMngeni
  - Richmond
  - Mkhambathini
  - Mpofana
  - Impendle
- 일렘베 행정구(iLembe District) : 청사 소재지 콰두쿠자
  - KwaDukuza
  - Ndwedwe
  - Mandeni
  - Maphumulo
- 우구 행정구(Ugu District) : 청사 소재지 포트 솁스톤
  - Ray Nkonyeni
  - uMdoni
  - uMuziwabantu
  - Umzumbe
- 해리 괄라 행정구(Harry Gwala District) : 청소 소재지 이코포
  - Dr Nkosazana Dlamini-Zuma
  - Ubuhlebezwe
  - Greater Kokstad
  - Umzimkhulu